# Poříčany
Poříčany – gmina w Czechach, w powiecie Kolín, w kraju środkowoczeskim. Według danych z dnia 1 stycznia 2013 liczyła 1 230 mieszkańców.
W miejscowości jest stacja kolejowa Poříčany.